# Shooting Stars SC
Shooting Stars SC (zkráceně 3SC) je nigerijský fotbalový klub sídlící v Ibadanu. Byl založen roku 1960 pod názvem WNDC (West Nigeria Development Company), klubové barvy jsou modrá a bílá. V roce 1972 byl zakládajícím členem Nigeria Premier League. Nejvyšší soutěž vyhrál pětkrát v letech 1976, 1980, 1983, 1995 a 1998. V roce 1976 získal Pohár vítězů pohárů CAF, stal se tak prvním nigerijským vítězem některého kontinentálního poháru. V roce 1992 přidali hráči 3SC prvenství v Poháru CAF, v Lize mistrů CAF byli dvakrát ve finále (1984 a 1996). Nejznámějším hráčem v historii klubu byl Rashidi Yekini.

## Oficiální stránky
http://www.shootingstarssc.com Archivováno 2. 7. 2010 na Wayback Machine.